# 254-мм береговая пушка образца 1895 года

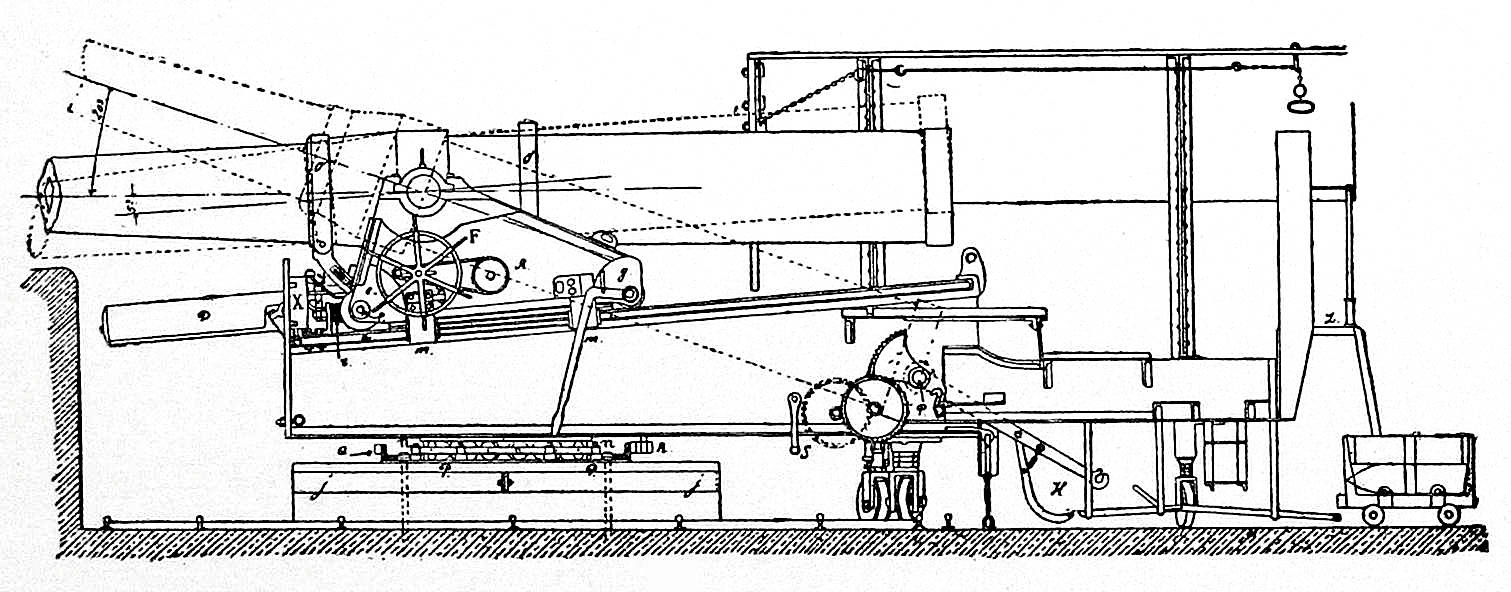
Чертёж лафета системы Дурляхера из Военной энциклопедии Сытина

254-мм береговое орудие образца 1895 года — российское крупнокалиберное береговое орудие. Активно использовались в различных конфликтах XX века, к примеру, в русско-японской войне, Первой мировой войне, Советско-финской войне, Второй мировой войне, в том числе и в Великой Отечественной войне.

## История создания
В 90-х годах XIX века ГАУ Военного министерства Российской Империи приняло решение для усиления береговой обороны разработать новое артиллерийское орудие калибра 10 дюймов. Калибр 10 дюймов использовался флотом, но береговая пушка оказалась не взаимозаменяемой с морским орудием. 10-дюймовая береговая пушка обр. 1895 года в 45 калибров на станке Дурляхера была сконструирована весьма архаично. Современные на тот момент морские и береговые орудия комплектовались электрическими и гидравлическими приводами наведения и подачи боеприпасов, на них, также как и на новейших образцах сухопутных орудий, применялись гидропневматические накатники. 

## История службы
Данные орудия устанавливались во всех приморских крепостях России.
Такими пушками была, к примеру, вооружена батарея № 15 в Порт-Артуре (Электрический утёс).
Подобные пушки были установлены на форту Красная Горка, форту Ино и на Стрелецком форту в Севастополе.

## В других государствах

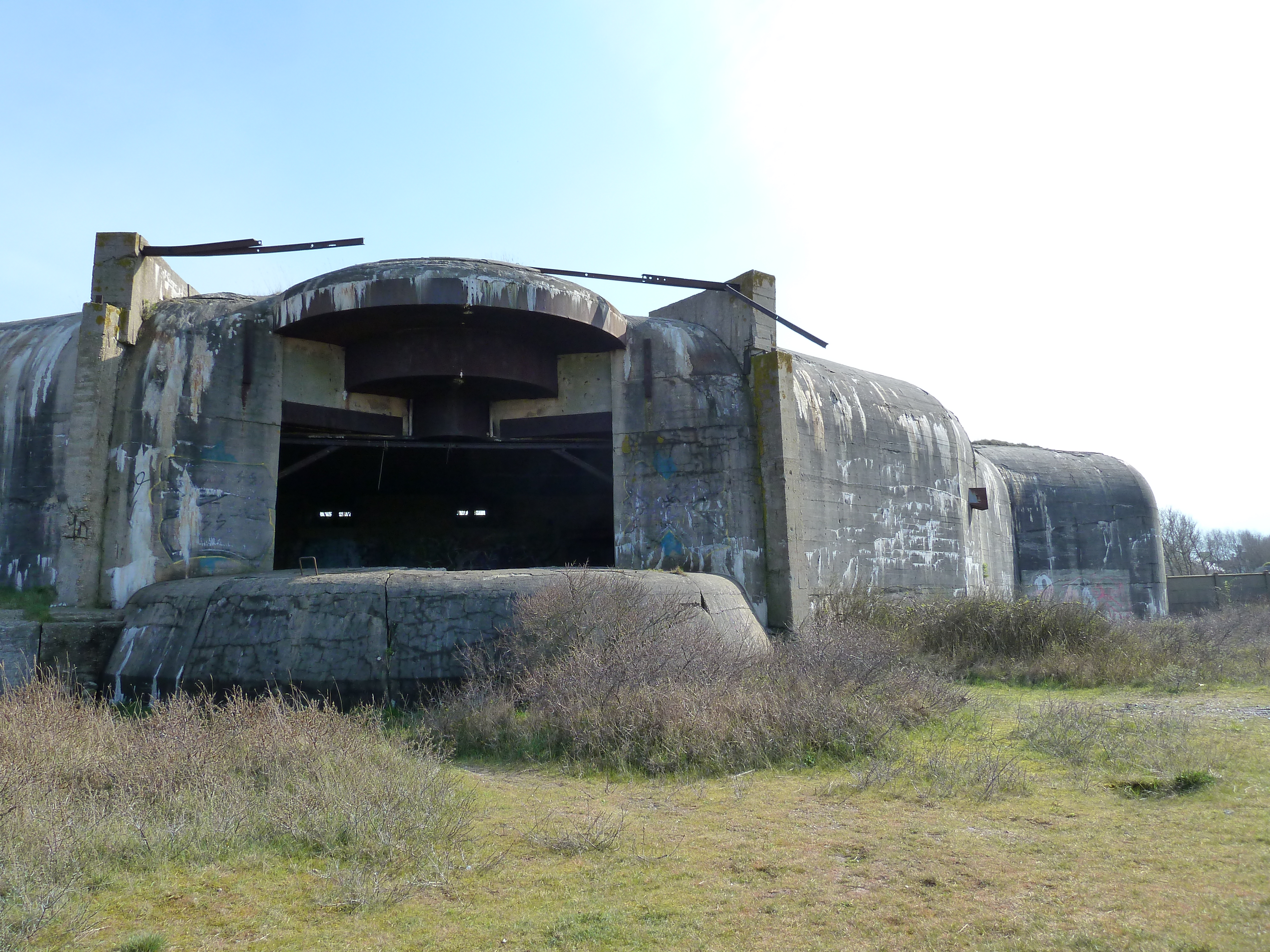
Каземат для модифицированной пушки в батарее «Ольденбург», 2013

Большое количество таких орудий досталось Финляндии после получения независимости.
Две пушки были захвачены немцами и установлены на одной из батарей Атлантического вала восточнее Кале.
В стволы вставили новые трубы с калибром канала 238 мм вместо 254 мм. Поршневой затвор системы Обуховского завода заменили горизонтальным клиновым затвором Круппа. Заряжание стало не картузным, а раздельно-гильзовым. Боекомплект, естественно, стал немецкий, взаимозаменяемый с другими 240-мм пушками. Лафеты остались старые, была произведена лишь небольшая их модернизация.
До сентября 1940 г. оба орудия стояли на батарее «Ольденбург» открыто в кольцевых бетонных двориках.

## Сохранившиеся экземпляры
Единственный сохранившийся экземпляр орудия можно увидеть в артиллерийском музее на финском острове Куйвасаари.